# Reino Börjesson
Reino Börjesson (ur. 4 lutego 1929, zm. 22 października 2023) – szwedzki piłkarz, pomocnik. Srebrny medalista MŚ 58.
Jego ojciec Erik także był reprezentacyjnym piłkarzem, m.in. brał udział w IO 1912. Reino w reprezentacji Szwecji zagrał 10 razy. Podczas MŚ 58 wystąpił w trzech spotkaniach, m.in. w decydujących o medalach meczach z RFN i Brazylią. Był wówczas piłkarzem Norrby IF, wcześniej grał w Jonsereds IF i IFK Göteborg.